# Hessisch-Hannovers voetbalkampioenschap 1926/27
In 1926/27 werd het 21ste Hessisch-Hannovers voetbalkampioenschap gespeeld, dat georganiseerd werd door de West-Duitse voetbalbond.  De competitie werd terug over één seizoen gespeeld en er kwamen twee reeksen. 
SV Kurhessen 93 Kassel werd kampioen en SV 06 Kassel vicekampioen. Beide clubs plaatsten zich voor de West-Duitse eindronde. SV 06 werd vijfde in de vicekampioenengroep en Kurhessen vierde.  
De naam van de stad Cassel werd vanaf nu met een K geschreven.

## 1. Bezirksklasse

### Groep Noord
| Plaats | Club                      | Wed. | W  | G | V  | Saldo | Ptn.  |
| ------ | ------------------------- | ---- | -- | - | -- | ----- | ----- |
| 1.     | SV 06 Kassel              | 14   | 11 | 0 | 3  | 54:21 | 22:6  |
| 2.     | CSC 03 Kassel             | 14   | 9  | 3 | 2  | 52:28 | 21:7  |
| 3.     | 1. Casseler BC Sport 1894 | 14   | 9  | 2 | 3  | 54:26 | 20:8  |
| 4.     | 1. SC 1905 Göttingen      | 14   | 6  | 1 | 7  | 23:22 | 13:15 |
| 5.     | SV TuRa 1868 Kassel       | 14   | 6  | 1 | 7  | 37:39 | 13:15 |
| 6.     | SpVgg Göttingen 07        | 14   | 6  | 1 | 7  | 36:42 | 13:15 |
| 7.     | SV Einbeck 1905           | 14   | 2  | 3 | 9  | 34:63 | 7:21  |
| 8.     | SpVgg Hannoversch Münden  | 14   | 1  | 1 | 12 | 26:75 | 3:25  |

|  | Geplaatst voor finale en voor West-Duitse eindronde |
|  | Degradatie                                          |

### Groep Zuid
| Plaats | Club                       | Wed.           | W              | G              | V              | Saldo          | Ptn.           |
| ------ | -------------------------- | -------------- | -------------- | -------------- | -------------- | -------------- | -------------- |
| 1.     | SV Kurhessen 1893 Kassel   | 10             | 8              | 1              | 1              | 40:10          | 17:3           |
| 2.     | SV Hessen 1909 Kassel      | 10             | 5              | 2              | 3              | 21:18          | 12:8           |
| 3.     | VfB 08 Gießen              | 10             | 5              | 1              | 4              | 20:24          | 11:9           |
| 4.     | 1. SV Borussia 04 Fulda    | 10             | 4              | 2              | 4              | 21:21          | 10:10          |
| 5.     | SV Hermannia 06 Kassel     | 10             | 4              | 1              | 5              | 15:21          | 9:11           |
| 6.     | VfB Kurhessen 1905 Marburg | 10             | 0              | 1              | 9              | 9:32           | 1:19           |
| 7.     | SV 1905 Wetzlar            | Teruggetrokken | Teruggetrokken | Teruggetrokken | Teruggetrokken | Teruggetrokken | Teruggetrokken |

### Finale
Heen
|  |              |       |                          |  |
|  | SV 06 Kassel | 1 – 2 | SV Kurhessen 1893 Kassel |  |
|  |              |       |                          |  |

Terug
|  |                          |       |              |  |
|  | SV Kurhessen 1893 Kassel | 1 – 2 | SV 06 Kassel |  |
|  |                          |       |              |  |

Beslissende wedstrijd
|  |              |       |                          |  |
|  | SV 06 Kassel | 2 – 5 | SV Kurhessen 1893 Kassel |  |
|  |              |       |                          |  |